# Панасенко Сергій Олександрович
Сергі́й Олекса́ндрович Пана́сенко (нар. 9 березня 1992, Дніпро, Україна) — український футболіст, атакувальний півзахисник.

## Біографія
Сергій Панасенко народився 9 березня 1992 року у Дніпрі.
У чемпіонаті ДЮФЛУ провів 66 матчів у складі дніпропетровського «Інтера», в яких забив 19 м'ячів. У 2010 році зіграв вісім матчів у Молодіжному чемпіонаті України за криворізький «Кривбас». У 2010—2012 роках провів 35 ігор у Другій лізі чемпіонату України за «Дніпро-2». У другому півріччі 2012 року виступав за інший друголіговий клуб, «Гірник-Спорт» (22 матчі, 2 голи). Навесні та в червні 2013 року грав за «Черкаський Дніпро» (8 ігор, 1 гол). Улітку 2013 року провів два матчі в Чемпіонаті України серед аматорів за «ВПК-Агро».
З 2014 по 2016 рік Сергій захищав кольори першолігового харківського «Геліоса» (51 гра, три голи). 2016 року, напередодні старту «Інгульця» в Першій лізі, приєднався до цієї команди. Загалом провів за клуб із Петрового 19 матчів і забив 2 м'ячі.
Наприкінці грудня того ж року залишив петрівську команду і підписав контракт із першоліговим «Гірником-Спорт» із Горішніх Плавнів. За «гірників» виступав упродовж двох сезонів (45 матчів, 7 голів). Після цього грав у Першій лізі за «Дніпро-1» та «Миколаїв», звідки в кінці сезону 2019/20 перебрався до рівненського «Вереса». Разом із рівнянами через рік виграв золоті нагороди Першої ліги і здобув право виступати в УПЛ. Дебютував в елітному дивізіоні 1 серпня 2021 року в матчі другого туру проти київського «Динамо» (0:4), замінивши у перерві Микиту Полуляха.
27 липня 2022 року підписав контракт із харківським «Металістом». За харківську команду провів 25 матчів у чемпіонаті, в яких відзначився трьома забитими м'ячами.
11 липня 2023 року на правах вільного агента приєднався до «Минаю», підписавши з клубом річну угоду.

## Статистика виступів
Станом на 11 липня 2023 року
| Сезон     | Команда             | Турнір                | І  | Г |
| --------- | ------------------- | --------------------- | -- | - |
| 2009-2011 | «Кривбас»           | Чемпіонат U-21        | 9  | 0 |
| 2010-2011 | «Дніпро-2»          | Друга ліга            | 19 | 2 |
| 2011-2012 | «Дніпро-2»          | Друга ліга            | 16 | 0 |
| 2012-2013 | «Гірник-Спорт»      | Друга ліга            | 19 | 2 |
| 2012-2013 | «Славутич»          | Друга ліга            | 8  | 1 |
| 2013-2014 | «Геліос»            | Перша ліга            | 6  | 0 |
| 2014-2015 | «Геліос»            | Перша ліга            | 22 | 2 |
| 2015-2016 | «Геліос»            | Перша ліга            | 21 | 1 |
| 2016-2017 | «Інгулець»          | Перша ліга            | 19 | 2 |
| 2016-2017 | «Гірник-Спорт»      | Перша ліга            | 12 | 2 |
| 2017-2018 | «Гірник-Спорт»      | Перша ліга            | 31 | 4 |
| 2018-2019 | «Дніпро-1»          | Перша ліга            | 15 | 1 |
| 2019-2020 | «Миколаїв»          | Перша ліга            | 11 | 1 |
| 2019-2020 | «Верес» (Рівне)     | 2 ліга (стикові ігри) | 1  | 0 |
| 2020-2021 | «Верес» (Рівне)     | Перша ліга            | 14 | 2 |
| 2021-2022 | «Верес» (Рівне)     | Прем'єр-ліга          | 16 | 1 |
| 2022-2023 | «Металіст» (Харків) | Прем'єр-ліга          | 25 | 3 |
| 2023-2024 | «Минай»             | Прем'єр-ліга          | 8  | 0 |
| 2023-2024 | «Інгулець»          | Перша ліга            | 9  | 1 |